# Dianah Kay
Dianah Kay, bürgerlich Diana Kovaľová (* 2004 oder 2005 in Spanien), ist eine spanisch-slowakische Sängerin.

## Leben
Dianah Kay kam als Tochter eines aus der Slowakei stammenden Musikerehepaares in Spanien auf die Welt und wuchs in Malaga auf. Unter ihrem bürgerlichen Namen Diana Kovaľová nahm sie im Alter von 15 Jahren an der sechsten Staffel von Česko Slovenská SuperStar teil. Sie erreichte dabei das Finale, wo sie hinter ihrer Landsfrau Barbora Piešová den zweiten Platz belegte. Drei Jahre später veröffentlichte sie unter dem Künstlernamen Dianah Kay ihre Debütsingle namens Self-destructive Habit und platzierte sich mit der Single in der slowakischen Radio TOP 100. Ihren Peak hatte die Single auf den 44. Platz und war insgesamt sechs Wochen in den Charts. Neben der englischen Version veröffentlichte sie mit Sebadeštruktívny návyk auch eine slowakische Version ihrer Debütsingle. Die Single Illumin8 aus demselben Jahr erreichte Platz 47 in den die slowakischen Radiocharts.